# Deuil-la-Barre
Deuil-la-Barre és un municipi francès, situat al departament de la Val-d'Oise i a la regió d'Illa de França. L'any 1999 tenia 20.160 habitants.
Forma part del cantó de Deuil-la-Barre, del districte de Sarcelles i de la Comunitat d'aglomeració Plaine Vallée.